# 诺莱
诺莱（義大利語：Nole），是意大利都灵省的一个市镇。总面积11平方公里，人口6859人，人口密度623.5人/平方公里（2009年）。ISTAT代码为001166。

## 友好城市
- 法國 沙尔维约-沙瓦尼厄（1987年）